# Густафссон, Элина
Элина Густафссон (фин. Elina Gustafsson; род. 6 февраля 1992, Пори, Финляндия) — финская женщина-боксёр. В 2015 году стала первой Miss на конкурсе Miss Gay Finland.

## Спортивная карьера
В мае 2016 года завоевала бронзу на чемпионате мира по боксу среди женщин в Астане в категории до 69 кг, победив литовскую соперницу Риту Суткуте.
В июне 2018 года завоевала золотую медаль на чемпионате Европы по боксу среди женщин в категории до 69 кг, выиграв у россиянки Ярославы Якушиной.

## Личная жизнь
Состоит в партнёрских отношениях с Эмми Асикайнен.